# 羅森河
49°29′33.5″N 11°49′21″E / 49.492639°N 11.82250°E

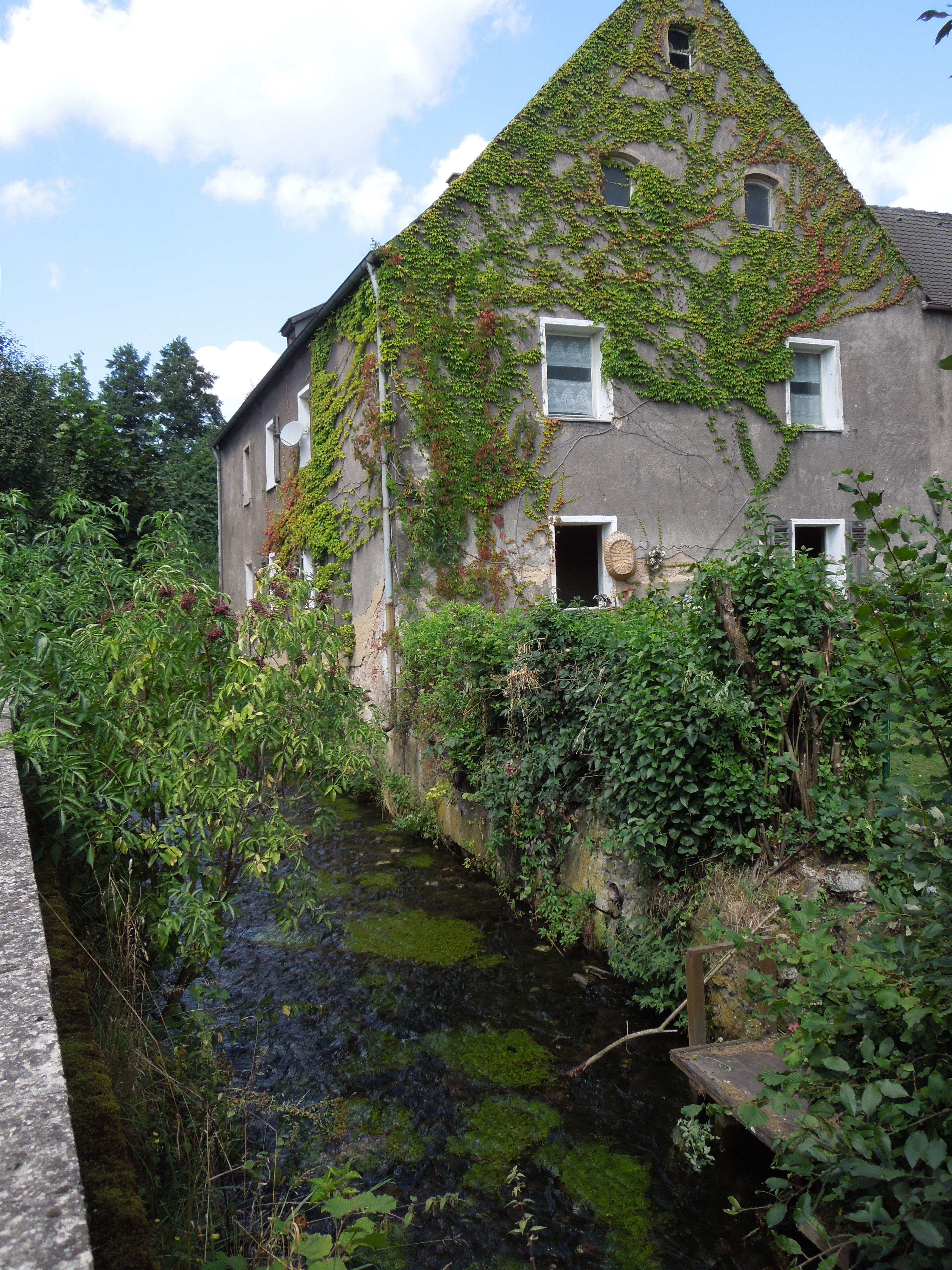

羅森河（德語：Rosenbach），是德國的河流，位於該國東南部，由巴伐利亚負責管轄，屬於菲爾斯河的右支流，河道全長15公里，流域面積76平方公里，發源自苏尔茨巴赫-罗森贝格附近诺伊基兴以東，河口處在波彭里希特。